# 라임어택
라임어택(RHYME-A-, 본명: 임형래, 1983년 9월 27일 ~ )은 대한민국의 래퍼이다. 탄탄한 라이밍으로도 잘 알려져 있다. 한 장의 EP와 한 장의 정규 앨범을 발매했으며, 마일드 비츠와의 협력 프로젝트로 음반을 하나 발매했고 마이노스와 결성한 팀 노이즈맙으로도 정규 음반을 발매하였다.

## 경력

### 데뷔 전
라임 어택은 고등학교 시절 한국 힙합의 1세대 뮤지션들의 음악과 나스, 노토리어스 B.I.G. 등의 음악에 영향을 받았다. 이후 음악 웹사이트인 밀림에서 자작곡을 올리며 유명해졌고, 그 과정에서 딥플로우와 마일드 비츠 등의 뮤지션을 만나 Infected Beats라는 크루를 결성하며 활동을 보였다. 첫 음반 참여는 2002년 Thug-D의 EP앨범 개구쟁이에서 2개의 트랙 피쳐링으로 참여했다.

### EP 앨범:Story At Night
2003년 6월 12일, 라임 어택은 군입대를 앞두고 EP 앨범 Story At Night를 인터넷에 공개했다. 탄탄한 라이밍과 수준 높은 스토리텔링, 짜임새 있는 앨범 구성으로 좋은 평가를 얻었다. 그 후 팬들이 지속적으로 발매 요청을 하자 2006년 2월 13일 CD로 발매했다. 이 앨범은 힙합 클래식으로 높은 평가를 받고 있다.

### Message From Underground 2006
라임 어택은 군입대 전부터 Infected Beats 크루에서 활동하면서 친했던 마일드 비츠와의 합작을 생각해왔다. 전역 후 라임 어택은 마일드 비츠와 프로젝트를 결성하고, 2006년 3월 31일 프로젝트 앨범 Message From Underground 2006를 발매했다. 이 앨범은 평단의 압도적인 지지를 받으며 한국 힙합의 명작으로 평가받았다.

Athletic MIC League 공연에 출연한 RHYME-A-

### 소울 컴퍼니 합류
라임 어택은 신의의지와의 계약을 마치고 2006년 가을에 열렸던 소울 컴퍼니 쇼(Soul Company Show) 공연에 출연하며 소울 컴퍼니에서 활동할 것임을 알렸다. 평소 소울컴퍼니 소속의 뮤지션들과 두터운 유대관계를 가지고 있어 자연스럽게 결정했다고 말했다.

### 불한당 결성
불한당은 1세대 힙합 아티스트들로 주축이 된 크루이다. 2012년 결성하였다.
구성원으로는 한국힙합씬의 큰형님이자 살아있는 전설로 칭송받는 가리온을 필두로 하여, 한국말랩핑을 예술로써 승화시키는 언어의 예술가 P-Type, 국내최고의 클래스를 자랑하는 두 MC들의 조합 노이즈맙, 오랜시간 자신만의 독보적인 스타일과 플로우로 두터운 팬층을 확보한 대팔, Opitacal Eyez XL과 채영 등이 있다.
2013년 6월, 10년만에 '절충(折衝) Project Volume 03'을 발매하였다.
전체구성원으로는 A.Jay, Artisan Beats, Che Young, 대팔, DJ Skip, DJ Pandol, Fascinating, Jay Kay, Keeproots, MC Meta, Minos, Naachal, P-Type, RHYME-A-, Sean2slow, Snowman, The Z, Wimpy, Kebee, Optical Eyez XL, 넋업샨. 총 21명의 아티스트로 구성되어 있다. 한국 힙합에서 내로라하는 아티스트들이 모인 만큼 앞으로의 활동에 귀추가 주목된다.

### 1집:Hommage
2009년 6월 라임 어택이 첫 번째 정규 앨범인 Hommage을 9월에 발매할 것이라고 발표했다. 라임 어택은 MIC Swagger에도 출연해 자신의 앨범을 홍보하기도 했다. 그러나 완성도 있는 마무리 작업을 위해 11월로 발매를 연기하고, 9월 25일 앨범 수록곡인 K-Bonics를 디지털 싱글로 공개했다. 10월 23일 수록곡 중 하나인 Man VS Machine을 공개했고, 10월 31일 트랙리스트와 티저 영상을 공개했다. 그 후 11월 11일에 앨범을 발매했다.

### 노이즈맙(Noise Mob) 결성과 스탠다트 설립, 그리고 탈퇴
2011년 소울 컴퍼니 해체 이후 라임어택은 키비, 마이노스 등과 함께 음악 레이블인 스탠다트(Standart)를 설립한다. 그리고 2012년에 마이노스와 함께 팀을 이뤄 노이즈맙(Noise Mob)이라는 듀오 팀을 결성하여 1집을 발표했다. 하지만 이듬해인 2013년 10월 21일, 다시 스탠다트를 탈퇴하였으며,이에 따라 노이즈맙도 독립적으로 활동하게 될 거라고 밝혔다. 2013년 12월 12일에는 디지털 싱글 "리듬이란 건가"를 발표하였으며,2014년에는 소리헤다와 새로운 프로젝트를 준비 중이라는 소식을 자신의 트위터를 통해 전해왔다.

## 디스코그래피
- 2003년 6월 12일 : EP Story At Night (인터넷 공개)
  - 2006년 2월 13일 : EP Story At Night (CD 발매)
- 2006년 3월 31일 : 프로젝트 앨범 Message From Underground 2006 (마일드 비츠와 합동)
- 2009년 9월 25일 : 디지털 싱글 K-Bonics
- 2009년 11월 11일 : 1집 Hommage
- 2010년 10월 14일 : 디지털 싱글 Speak The Truth
- 2011년 6월 15일 : 디지털 싱글 혼자라고 느낄 때
- 2012년 9월 6일 : 디지털 싱글 질투 나잖아
- 2012년 9월 14일 : 디지털 싱글 웃어봐
- 2012년 9월 20일 : 디지털 싱글 질투 나잖아 (Acoustic Ver.)
- 2012년 9월 27일 : 디지털 싱글 혼자라고 느낄 때 (Acoustic Ver.)
- 2013년 12월 12일 : 디지털 싱글 리듬이란 건가
- 2015년 3월 5일 : 디지털 싱글 Sophomore
- 2015년 4월 9일 : 디지털 싱글 Background Music
- 2015년 5월 14일 : 2집 NBA
- 2016년 3월 8일 : EP Story At Night : 10th Anniversary (10주년 기념 재발매)
- 2018년 6월 1일 : 디지털 싱글 APOLLO KID
- 2018년 7월 20일 : 디지털 싱글 영화광
- 2018년 8월 29일 : 3집 NAS[17]
- 2020년 11월 24일 : 디지털 싱글 Definition
- 2021년 10월 6일 : 디지털 싱글 No Regrets
- 2021년 11월 11일 : 4집 Untitled